# Pleuroflammula praestans
Pleuroflammula praestans är en svampart som beskrevs av E. Horak 1978. Pleuroflammula praestans ingår i släktet Pleuroflammula och familjen Inocybaceae.   Inga underarter finns listade i Catalogue of Life.